# IC 4539
IC 4539 је спирална галаксија у сазвјежђу Сјеверна круна која се налази на листи објеката дубоког неба у Индекс каталогу.
Деклинација објекта је + 32° 23' 34" а ректасцензија 15h 18m 31,0s. Привидна величина (магнитуда) објекта IC 4539 износи 15,5 а фотографска магнитуда 16,3. IC 4539 је још познат и под ознакама MCG 6-34-3, PGC 54642.